# Kitarō Kōsaka
Kitarō Kōsaka, noto anche con lo pseudonimo di Monchi (高坂 希太郎?, Kōsaka Kitarō; Kanagawa, 28 febbraio 1962), è un regista e animatore giapponese.

## Biografia
Da liceale si appassiona all'anime televisivo Conan il ragazzo del futuro e nel 1979 inizia la sua carriera nello studio Oh! Production. Diventa libero professionista nel 1986 e lavora a vari progetti dello studio Madhouse. Kosaka ha un ruolo centrale nella produzione degli anime tratti dai manga di Naoki Urasawa, infatti in seguito sarà Urasawa stesso a chiedere a Kosaka di disegnare i personaggi per l'anime del manga Monster. Ha contribuito alla creazione di numerosi film dello Studio Ghibli come direttore dell'animazione.
Nel 2003 debutta come regista col film Melanzane - Estate andalusa, il quale è il primo anime Giapponese ad essere proiettato al Festival di Cannes 2003. 
Ha iniziato a leggere il manga Nasu (茄子), l'opera che ha ispirato il film, su consiglio di Hayao Miyazaki. Questi gli affibbia il soprannome Monchi, perché secondo lui assomiglia alla scimmia Mon Cicci, ma viene spesso chiamato anche "Il braccio destro di Miyazaki", per la fiducia che Miyazaki ha nel lavoro di Kosaka e per questo motivo, come si vede in alcuni documentari, Kosaka ha la scrivania accanto a quella di Miyazaki.
Nel 2014 partecipa come direttore dell'animazione al film Si alza il vento grazie al quale viene nominato per la miglior animazione dei personaggi in un film d'animazione agli Annie Award e riceve il premio per miglior animatore ai Tokyo Anime Awards.
Nel 2018 ritorna come regista col film Waka Okami wa Shōgakusei! (若おかみは小学生!) che viene nominato come miglior lungometraggio al Festival internazionale del film d'animazione di Annecy.

## Filmografia

### Regista
- 1993 - A-Girl
- 1999 - Clover
- 2003 - Melanzane - Estate andalusa
- 2007 - Nasu - Suitcase no wataridori (茄子 スーツケースの渡り鳥 Nasu - Sūtsukēsu no wataridori, trad. Melenzane - Un uccello migratore con la valigia)
- 2018 - Waka Okami wa Shōgakusei! (若おかみは小学生!)

### Direttore dell'animazione
- 1985 - Il fiuto di Sherlock Holmes
- 1993 - A-Girl
- 1995 - I sospiri del mio cuore
- 1997 - Principessa Mononoke
- 1998 - Master Keaton
- 2001 - La città incantata
- 2003 - Melanzane - Estate andalusa
- 2005 - Il castello errante di Howl
- 2008 - Ponyo sulla scogliera
- 2010 - Pandane to tamago hime
- 2011 - La collina dei papaveri
- 2013 - Si alza il vento

### Animatore
- 1981 - Adieu Galaxy Express 999 (さよなら銀河鉄道999 アンドロメダ終着駅)
- 1981 - Dr. Slump
- 1982 - Lucy May
- 1982 - Jarinko Chie
- 1983 - Mīmu iro iro yume no tabi
- 1983 - Goshu il violoncellista
- 1984 - Lupin, l'incorreggibile Lupin
- 1984 - Nausicaä della Valle del vento
- 1985 - La spada di Kamui (カムイの剣)
- 1985 - Il fiuto di Sherlock Holmes
- 1985 - Lupin III - La leggenda dell'oro di Babilonia
- 1985 -  Tenshi no tamago
- 1986 - Laputa - Castello nel cielo
- 1987 - Una per tutte, tutte per una
- 1987 - Le ali di Honneamise
- 1988 - Una tomba per le lucciole
- 1988 -  Akira
- 1988 - Kaze wo nuke! (風を抜け!)
- 1989 - Piccolo Nemo - Avventure nel mondo dei sogni
- 1989 - Yawara! - Jenny la ragazza del judo
- 1993 - X2 - Double x (X2 ダブルエックス)
- 1993 - A-Girl
- 1994 - Pom Poko
- 1995 - I sospiri del mio cuore
- 1997 - Principessa Mononoke
- 1998 - Master Keaton
- 2001 - La città incantata
- 2001 -  Metropolis
- 2003 - Melanzane - Estate andalusa
- 2005 - Il castello errante di Howl
- 2008 - Ponyo sulla scogliera
- 2010 - Pandane to tamago hime
- 2011 - La collina dei papaveri
- 2013 - Si alza il vento
- 2014 - Quando c'era Marnie
- 2015 - The Boy and the Beast